# Markus Krause-Traudes

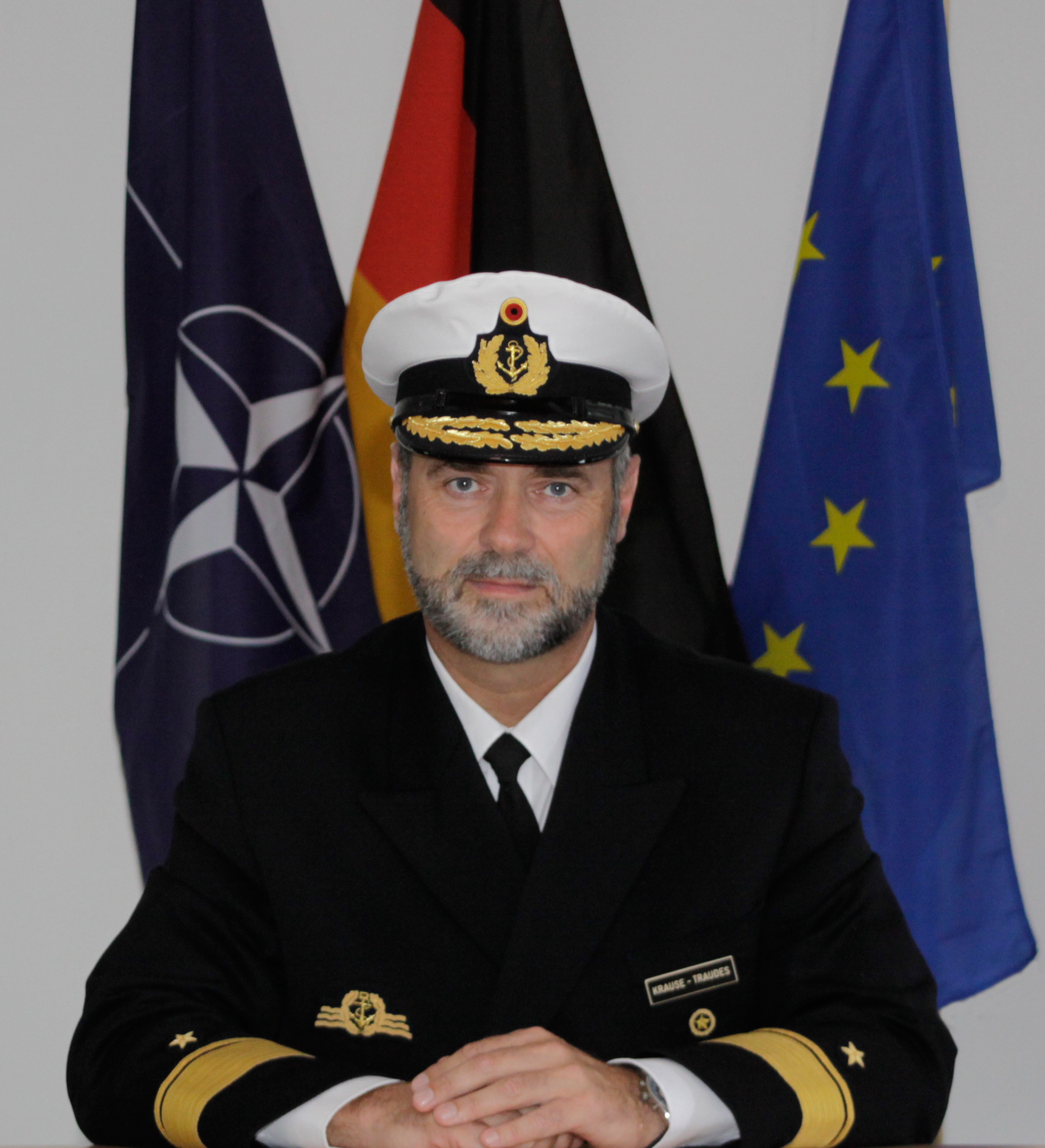
Markus Krause-Traudes

Markus Krause-Traudes (* 27. Dezember 1957 in Frankfurt am Main) ist ein Flottillenadmiral a. D. der Deutschen Marine.

## Militärische Laufbahn

### Ausbildung und erste Verwendungen
Krause-Traudes trat 1976 in die Marine ein. Nach Ausbildung zum Offizier und ersten Verwendungen als Wachoffizier an Bord Schnellboot Zobel, studierte er ab 1980 Naval Weapons Engineering bei der Royal Navy in Plymouth. Von 1983 bis 1986 war er Kommandant Schnellboot S 42 Iltis, von 1987 bis 1989 Führungssystemoffizier und Schiffselektronikoffizier auf den Zerstörern Rommel und Mölders.

### Dienst als Stabsoffizier
Nach Beförderung zum Korvettenkapitän übernahm Krause-Traudes 1990 das Kommando über das Schnellboot S 74 Nerz. Nach Abschluss des 33. Admiralstabsdienstlehrgangs (1991 bis 1993) an der Führungsakademie der Bundeswehr, Hamburg, sammelte er erste ministerielle Erfahrungen als Referent im Führungsstab der Streitkräfte. Ab 1994 war Krause-Traudes Erster Offizier, ab 1995 Kommandant des Lenkwaffen-Zerstörers Rommel.
1997 wurde er Referent für Militärische Aspekte der Sicherheitspolitik im Bundeskanzleramt. Ab Sommer 2000 koordinierte als Chief of Staff den NATO Einsatzverband STANAVFORLANT. Im Sommer 2001 folgte eine weitere ministerielle Verwendung als Referent/Verbindungsoffizier Berlin des Inspekteurs der Streitkräftebasis im Führungsstab der Streitkräftebasis.
2003 wurde er als Dozent im Fachbereich Führungslehre Marine an der Führungsakademie der Bundeswehr zum Kapitän zur See befördert und mit der Entwicklung streitkräftegemeinsamer Lehrinhalte beauftragt. Nach einer Zeit als Abteilungsleiter Ausbildung und Übungen (J7) im Kommando Operative Führung Eingreifkräfte, Ulm, ab Ende 2005, wurde er im Sommer 2008 Referatsleiter Konzeptionelle Grundsatzfragen / Internationale Kooperation im Führungsstab der Marine, anschließend Referatsleiter Zukunftsentwicklung See und Querschnitt in der Abteilung Planung im BMVg.

### Dienst als Admiral
2012 wurden Krause-Traudes im Kommando Operative Führung Eingreifkräfte die Aufgaben des Stellvertretenden Chefs des Stabes  Operationen übertragen. Zum Flottillenadmiral befördert, war er von Juli bis Dezember 2012 designierter Kommandeur (Force Commander) der EU Battlegroup II / 2012, und von Januar bis Juni 2013 designierter Stellvertreter des Befehlshabers (Deputy Operations Commander) der EU Battlegroup I / 2013.
Mit Indienststellung des Multinationalen Kommando Operative Führung im Sommer 2013 übernahm Krause-Traudes bis Oktober 2016 die Aufgaben des Stellvertretenden Chefs des Stabes Unterstützung. Nachdem er von Juli 2017 bis Dezember 2019 für die Abteilung Einsatz im Marinekommando, Rostock Dienst geleistet hatte, wurde er zum Jahresbeginn 2020 in den Ruhestand versetzt.

## Ehrenzeichen
- Ehrenkreuz der Bundeswehr in Gold
- NATO-Medaille zur Beteiligung an der Embargokontrolle gegen das ehemalige Jugoslawien
- VN-Medaille zur Beteiligung an der United Nations Special Commission (UNSCOM)